# Rosana de Aleluia
Rosana Ferreira de Aleluia (Salvador, 2 de janeiro de 1970) é uma ex-handebolista brasileira.
Rosana foi artilheira do Campeonato Sul-americano de 1998, realizado em Montevidéu. Ela competiu nos Jogos Pan-Americanos de 1999, realizados em Winnipeg, no Canadá, onde o Brasil conquistou a medalha de ouro. A jogadora representou o Brasil na disputa feminina nos Jogos Olímpicos de Verão de 2000, realizados em Sydney, na Austrália, onde a Seleção Brasileira terminou na 8.ª colocação.

## Principais conquistas
Jogos Pan-Americanos
- Ouro – equipe feminina (Winnipeg 1999)